# اینار اسنیت
اینار اسنیت (انگلیسی: Einar Snitt; زاده ۱۳ اکتبر ۱۹۰۵ – درگذشته ۲ ژانویهٔ ۱۹۷۳) بازیکن فوتبال اهل سوئد بود.
وی ۱۷ بازی برای سوئد کرده است.